# Norbury
Pour les articles homonymes, voir Norbury (homonymie).
Norbury est un district du Borough londonien de Croydon dans le Sud du Grand Londres à la frontière des boroughs de Lambeth et de Merton. Norbury se trouve à 10,8 km au sud de Charing Cross et est voisine de Streatham et de Mitcham. Son code postal est SW16.

## Liaisons
La ligne de chemin de fer Southern la relie aux gares de Victoria et de London Bridge, ainsi qu'à Croydon. Cependant, Norbury n'est pas desservie par le métro de Londres, dont la station la plus proche est Balham, sur Northern Line.
Des projets d'extension du réseau de tram de Croydon sont à l'étude qui pourraient voir le développement de Tramlink jusqu'à Streatham, via Norbury.

## École
Norbury abrite une école secondaire privée, Norbury Manor High School for Girls, qui compte environ 1 000 élèves.
La paroisse est aussi connue pour abriter un chœur de chant réputé.

## Littérature
Norbury apparaît dans une nouvelle de Conan Doyle, La Figure jaune (1893). C'est l'une des rares affaires où Sherlock Holmes se trompe dans ses déductions.

## Personnalités liées
- Marc Bolan
- Donald Bruce, baron Bruce de Donington (1912-2005), soldat, homme d'affaires et homme politique, est né à Norbury.
- Edmond d'Est-Anglie
- Reginald Knowles
- Ian Wright